# Klackarna i taket (1952)
Klackarna i taket är en svensk film från 1952 i regi av Rune Redig. Filmen var en så kallad klippfilm, det vill säga den bestod av ihopklippt material från andra filmer.

## Rollista
- Sickan Carlsson
- Karl-Arne Holmsten
- Marguerite Viby
- Gunnar Björnstrand
- Marianne Löfgren
- Åke Grönberg
- Curt "Minimal" Åström
- Carl-Gustaf Lindstedt
- Julia Cæsar
- Erik "Bullen" Berglund
- Carin Swensson
- Artur Rolén
- Rut Holm
- Bengt Logardt
- Håkan Westergren
- Henrik Schildt

## Mottagande
Filmen fick ett svagt mottagande av den ende anmälare som recenserade den: "Sickan slår klackarna i taket heter ett virrigt hopklipp av gamla svenska filmer", skrev han och fortsatte, "vilket i sin minimala munterhet icke rekommenderas. Rätta namnet är 'Klackarna i klaveret"'.

### Fotnoter
1. 1 2  ”Klackarna i taket”. Svensk Filmdatabas. http://sfi.se/sv/svensk-filmdatabas/Item/?itemid=4357&type=MOVIE&iv=Basic&ref=/templates/SwedishFilmSearchResult.aspx?id%3d1225%26epslanguage%3dsv%26searchword%3dklackarna+i+taket%26type%3dMovieTitle%26match%3dBegin%26page%3d1%26prom%3dFalse. Läst 19 mars 2013.